# Lepnica (Donji Žabar)
Pour les articles homonymes, voir Lepnica.
Lepnica (en serbe cyrillique : Лепница) est un village de Bosnie-Herzégovine. Il est situé dans la municipalité de Donji Žabar et dans la république serbe de Bosnie. Selon les premiers résultats du recensement bosnien de 2013, il compte 71 habitants.
Avant la guerre de Bosnie-Herzégovine, le village faisait partie de la municipalité d'Orašje ; après la guerre, il a été partiellement rattaché à la municipalité de Donji Žabar, située dans la république serbe de Bosnie.

## Démographie

### Répartition de la population par nationalités (1991)
En 1991, le village comptait 140 habitants, répartis de la manière suivante, :